# الخليع الأصغر
الخليع الأصغر (ت. نحو 280 هـ / نحو 893 م) هو شاعر، من أهل الرقة.
هو محمد بن أحمد، من ولد عبيد الله بن قيس الرقيات. أورد المرزباني جزءا من شعره، وقال: «مات بعد سنة 280 أو فيها».

## روابط خارجية
- قصائد الشاعر الخليع الأصغر